# Ralph Firman
Ralph Firman Jr, né le 20 mai 1975 à Norwich en Angleterre, est un pilote automobile. Détenteur d'une double nationalité, britannique par son père et irlandais par sa mère, il a choisi de faire carrière sous licence irlandaise.

## Biographie

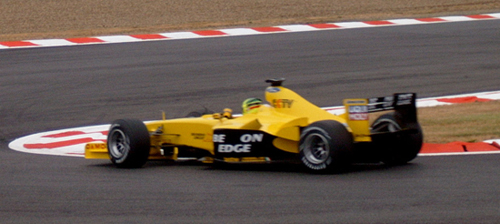
Au volant de la Jordan EJ13 en 2003.

Fils de Ralph Firman Sr, fondateur du constructeur automobile Van Diemen, il est envoyé en pension à la Gresham's School de Norfolk dès l'âge de treize ans.
Il s'est révélé par sa victoire dans le championnat britannique de Formule 3 en 1996. Cette même année, il remporte le prestigieux Grand Prix de Macao de F3, mais qui devait être attribué à Jarno Trulli, et non à l'Irlandais, à cause d'une erreur de chronométrage. Sans débouchés en Europe, il choisit de s'exiler au Japon à partir de la saison 1997. Devenu l'un des hommes forts des championnats de Formula Nippon (titré en 2002 avec le Nakajima Racing) et de JGTC, il décroche son billet de retour pour l'Europe en 2003 lorsqu'il est titularisé par l'écurie Jordan en Formule 1,.
Mais son unique saison dans la discipline reine s'avère délicate : au volant d'une monoplace peu performante, et complètement éclipsé par son coéquipier Giancarlo Fisichella, il ne parvient pas à se mettre en valeur, si ce n'est lors du Grand Prix d'Espagne, qu'il achève à une méritoire huitième place. Il est en outre victime d'un gros accident aux essais du Grand Prix de Hongrie qui l'oblige à céder sa place à Zsolt Baumgartner le temps de deux courses,.
En 2004, Firman est choisi par les organisateurs du A1 Grand Prix pour mettre au point la Lola-Zytek du championnat. Il a par la suite participé à certains épreuves de la saison 2005-2006 pour le compte de l'équipe d'Irlande.

## Résultats en championnat du monde de Formule 1
| Saison | Écurie      | Châssis | Moteur       | Pneus       | GP disputés | Points inscrits | Classement |
| ------ | ----------- | ------- | ------------ | ----------- | ----------- | --------------- | ---------- |
| 2003   | Jordan Ford | EJ13    | Cosworth V10 | Bridgestone | 14          | 1               | 19e        |

| Année | Écurie      | Châssis     | Moteur   | 1        | 2      | 3        | 4        | 5     | 6      | 7      | 8        | 9      | 10     | 11     | 12       | 13  | 14  | 15       | 16     | Classement | Points |
| ----- | ----------- | ----------- | -------- | -------- | ------ | -------- | -------- | ----- | ------ | ------ | -------- | ------ | ------ | ------ | -------- | --- | --- | -------- | ------ | ---------- | ------ |
| 2003  | Jordan Ford | Jordan EJ13 | Ford V10 | AUS Abd. | MAL 10 | BRA Abd. | SMR Abd. | ESP 8 | AUT 11 | MON 12 | CAN Abd. | EUR 11 | FRA 15 | GBR 13 | GER Abd. | HON | ITA | USA Abd. | JAP 14 | 19e        | 1      |

 *Abd. : Abandon 